# ERGIC3
ERGIC3‏ (ERGIC and golgi 3) هوَ بروتين يُشَفر بواسطة جين ERGIC3 في الإنسان.